# Règle Goldwater

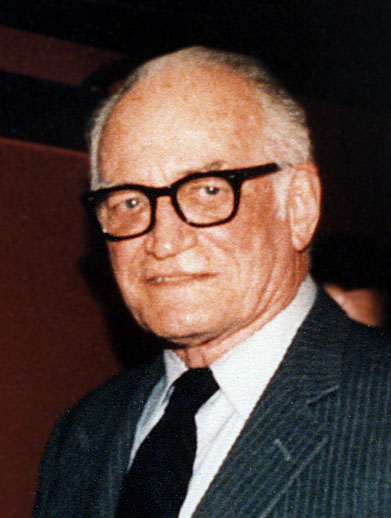
Barry Goldwater

La règle Goldwater est le nom informel donné à la section 7.3 du code de déontologie de l'Association américaine de psychiatrie. Elle stipule qu'il est contraire à l'éthique, pour les psychiatres, de donner un avis professionnel sur des personnalités qu'ils n'ont pas examinées en personne et dont ils n'ont pas obtenu le consentement pour évoquer leur santé mentale dans des déclarations publiques. Le nom fait référence à Barry Goldwater, candidat à la présidence américaine en 1964.
La question s'est posée en 1964, lorsque le magazine Fact a publié l'article « The Unconscious of a Conservative: A Special Issue on the Mind of Barry Goldwater » (littéralement : « L'Inconscient d'un conservateur : un numéro spécial sur la santé mentale de Barry Goldwater »). Le magazine a interrogé des psychiatres américains, pour savoir si le sénateur Barry Goldwater était apte à être président,. En réaction, Barry Goldwater avait intenté une poursuite en diffamation en réponse à l'article, et avait reçu 75 000 $ de dommages-intérêts, aux termes de l'arrêt « Goldwater v. Ginzburg ».

## La règle
La section 7.3, est apparue dans la première édition de l'APA du code de déontologie en 1973 et est toujours en vigueur en 2017.

## Violations

### À propos de Donald Trump
En 2016 et 2017, un certain nombre de psychiatres et de psychologues cliniciens ont été critiqués pour avoir violé la règle Goldwater, car ils ont affirmé que Donald Trump présentait un « assortiment de problèmes de personnalité, dont un sentiment de supériorité (en), un manque d'empathie et un "narcissisme malfaisant" », et qu'il souffrait d'une « maladie mentale dangereuse », bien qu'ils ne l'aient jamais examiné,,.
John Gartner, psychologue en exercice, et chef du groupe Duty to Warn, a déclaré en avril 2017 : « Nous avons la responsabilité éthique de mettre en garde le public contre la dangereuse maladie mentale de Donald Trump. »
Susan Radant, psychanalyste et psychologue clinicienne et directrice de la Seattle Psychoanalytic Society and Institute, pense qu'il est temps de se débarrasser de la règle de Goldwater. Elle s'inquiète de la compétence de Donald Trump, y compris sa stabilité émotionnelle, son intégrité et son honnêteté.
L'American Psychoanalytic Association (APsaA), une organisation différente de l'APA, a envoyé une lettre le 6 juin 2017, qui souligne les différences entre les directives éthiques de l'APA et de l'APsaA, déclarant que La position éthique de l'American Psychiatric Association sur la règle Goldwater « s'applique uniquement à ses membres. L'APsaA ne considère pas les commentaires politiques de ses membres individuels comme une question d'éthique,. » En juillet 2017, le site web Stat a publié un article de Sharon Begley, intitulé « exclusif » et intitulé Psychiatry Group Tells Members They Can Defy 'Goldwater Rule' and Comment on Trump's Mental Health (en français « Un groupe de psychiatres suggère à ses membres qu'ils peuvent défier la "règle de Goldwater" et commenter la santé mentale de Trump »). L'article, avec une photo de Barry Goldwater en tête d'affiche, déclarait : « Un groupe de psychiatres de premier plan a dit à ses membres qu'ils ne devaient pas se sentir liés par une règle de longue date interdisant de commenter publiquement l'état mental des personnalités publiques », en citant d'abord la déclaration de la lettre du 6 juillet de l'Association américaine de psychanalyse (APsaA), mais en affirmant également qu'elle « représente la première faille importante dans le front uni de la profession, vieux de plusieurs décennies, visant à empêcher les experts de discuter des aspects psychiatriques du comportement des politiciens » ; l'article fait ensuite référence à plusieurs reprises à la règle Goldwater, cite une source anonyme disant que « la direction a été extrêmement réticente à faire une déclaration et à défier publiquement l'Association américaine de psychiatrie », et affirme qu'un responsable anonyme a déclaré que « bien que l'Association américaine de psychologie "préfère" que ses membres n'offrent pas d'avis sur la psychologie de quelqu'un qu'ils n'ont pas examiné, elle n'a pas de règle Goldwater et il n'est pas envisagé d'en mettre une en place,. » Michael Walsh, journaliste de Yahoo News, a critiqué l'article de Stat, affirmant qu'il était « trompeur » en déclarant que la lettre « représente la première faille importante » : L'American Psychiatric Association conserve la règle Goldwater, et l'APsaA n'a jamais eu cette règle et n'a pas changé. De plus, même si l'APsaA n'a pas de règle Goldwater pour ses membres et permet à ses membres de donner des opinions individuelles sur des personnalités politiques spécifiques, ses conseillers exécutifs ont approuvé à l'unanimité une politique selon laquelle « l'APsaA en tant qu'organisation ne parlera que de troubles de santé, et non de personnalités politiques spécifiques. »
En février 2017, Allen Frances a écrit une lettre au rédacteur en chef du New York Times, concernant l'atout et le trouble de la personnalité narcissique : « J'ai écrit les critères qui définissent ce trouble, et M. Trump n'y répond pas,. » Selon l'American Psychiatric Association, « dire qu'une personne n'a pas de maladie est aussi une opinion professionnelle. »
En septembre 2017, Jeffrey A. Lieberman a publié un article dans lequel il spéculait largement sur les diagnostics de Donald Trump, bien qu'il prétendait adhérer à la règle de Goldwater dans le premier paragraphe. Il est parvenu à un diagnostic de « démence naissante » mais n'a fait face à aucune sanction.
Le 5 décembre 2019, un groupe de professionnels de la santé mentale dirigé par Bandy X. Lee, professeur de psychiatrie à la Yale Medical School, John Zinner, professeur à l'université George-Washington et Jerrold Post, ancien profileur de la CIA, a publiquement demandé à la Commission judiciaire de la Chambre des représentants de prendre en considération l'état mental « dangereux » de Donald Trump, qui découlait ostensiblement de son « fragile sentiment d'estime de soi », dans le cadre du processus de destitution en cours au Congrès.
Depuis avril 2017, Lee a déclaré que, bien qu'elle ait adhéré à la règle Goldwater « depuis plus de 20 ans », l'APA « violait sa propre règle » en la modifiant de telle sorte qu'il ne serait pas possible de satisfaire à son « obligation d'information ». Elle a formé une organisation avec des milliers d'autres professionnels de la santé mentale en opposition à « l'American Psychiatric Association qui [selon elle], avec la présidence de Trump, non seulement n'[aurait] pas rempli la responsabilité sociétale de la profession psychiatrique mais [aurait] empêché les professionnels individuels de le faire ». Certains accusent l'APA de conflit d'intérêts, puisque l'association reçoit des fonds fédéraux, qui ont été augmentés depuis ses actions sous l'administration Trump.